# Isabelle Mambingo
Isabelle Mireille Mambingo (10 aprile 1985) è una calciatrice camerunese, portiere del AS Green City e della nazionale camerunese.

## Carriera

### Club
Dopo aver trascorso parte della carriera giocando in Nigeria per le Sunshine Queens, Mambingo torna in patria per ricoprire il ruolo di portiere per il Green City.

### Nazionale
Viene convocata dalla Federazione calcistica del Camerun per vestire la maglia della nazionale femminile, inserita in rosa dal Commissario tecnico Enow Ngachu con la squadra impegnata alla Coppa delle Nazioni Africane 2016, dove la sua nazionale era qualificata di diritto essendone nazione organizzatrice. Inserito nel gruppo A, il Camerun supera la fase a gironi imbattuto, batte per 1-0 il Ghana in semifinale e arriva a disputare la finale dove però viene sconfitta dalla Nigeria per 1 a 0.
Nel 2019 il CT Alain Djeumfa la inserisce, come secondo portiere, nella lista delle 23 giocatrici camerunesi selezionate per partecipare al Coppa del mondo di calcio femminile del 2019 organizzata in Francia. Condivide con le compagne il percorso che porta il Camerun a disputare gli ottavi di finale per la seconda volta nella sua storia sportiva, venendo eliminata dal torneo dall'Inghilterra causa la sconfitta per 3-0. Durante il Mondiale non viene tuttavia mai utilizzata.

## Palmarès
- Finalista della Coppa d'Africa 2016 con la squadra del Camerun